# St. Maulvis Communal Cemetery
St. Maulvis Communal Cemetery is een begraafplaats gelegen in de Franse plaats Saint-Maulvis (Somme). De militaire graven worden onderhouden door de Commonwealth War Graves Commission.
De begraafplaats telt 1 geïdentificeerd Gemenebest graf uit de Eerste Wereldoorlog.